# Dziamjang Norbu

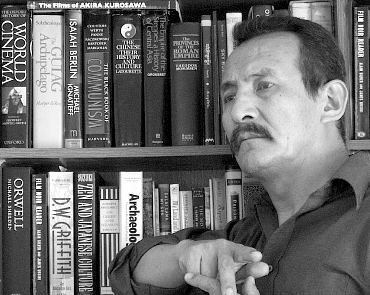
Dziamjang Norbu

Dziamjang Norbu (tyb. འཇམ་དབྱངས་ནོར་བུ་་ Wylie:  'jam-dbyangs nor-bu; ur. 1949) – tybetański działacz niepodległościowy, dramaturg, pisarz i historyk.
Urodził się w Tybecie. Kształcił się w St. Joseph’s School w Dardżylingu w Indiach. Walczył w szeregach tybetańskiej partyzantki działającej w Mustangu, pracował w Centralnej Administracji Tybetańskiej. Był aktywnym działaczem TYC, wchodził w skład Centralnego Komitetu Wykonawczego tej organizacji (między innymi jako skarbnik, 1970–1974, i wiceprzewodniczący, 1980–1982). Krytykuje politykę drogi środka, firmowaną przez Dalajlamę, opowiada się za niepodległością Tybetu. Opublikował kilka książek o tematyce politycznej, np. Illusion and Reality. czy Buying the Dragon’s Teeth. Wygłaszał wykłady na przeszło 100 uniwersytetach, występował również w mediach obszernie omawiając sytuację Tybetu. Obecnie mieszka, wraz z żoną i dwójką dzieci, w USA.
Współtworzył (w 1988) Centrum Wyższych Studiów Tybetańskich (AMI). Redagował takie pisma jak Mangtso czy Rangzen. Kierował Tybetańskim Instytutem Sztuk Scenicznych (1979–1985). Jest autorem pięciu sztuk teatralnych: The Chinese Horse (1970), Yuru (1981), The Claws of Karma (1982), Official Problem 1984), Titanic II (1998). Stworzył również libretto do tradycyjnej opery tybetańskiej The Iron Bridge (1983).